# Léonie Chaptal

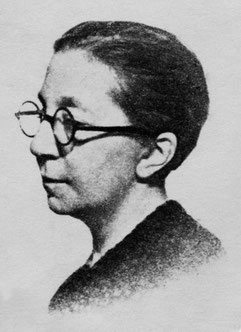
Marie Léonie Chaptal

Marie Léonie Chaptal de Chanteloup (* 6. Januar 1873 in Paris, nach anderen Angaben in Cosne-d’Allier; † 28. März 1937 in Paris) war eine französische Krankenschwester, Gründerin der französischen Krankenpflegeorganisation (Association des infirmières diplômées) und Präsidentin des International Council of Nurses, des Weltbundes der Krankenschwestern und Krankenpfleger (inzwischen: Weltbund der Pflegenden oder aber differenzierter: Weltbund der Pflegefachpersonen).

## Leben
Marie Léonie Chaptal de Chanteloup wurde in eine vermögende französische Adelsfamilie hineingeboren. Sie war die Urenkelin von Jean-Antoine Chaptal, einem Innenminister unter Napoleon Bonaparte. Ihr Vater war der Politiker und Industrielle Victor René Chaptal de Chanteloup. Ihre Mutter war Tochter eines russischen Bankiers jüdischen Glaubens, Leon Raffalovitch, und war zum Katholizismus konvertiert. Léonie Chaptal genoss eine exzellente Ausbildung. Schon früh beschäftigte sie das Schicksal der Bevölkerung in ärmeren Vierteln von Paris, in der es nicht selten an Tuberkulose Erkrankte gab. 1903 absolvierte sie eine Ausbildung zur Krankenschwester und gründete 1904 eine der ersten Krankenpflegeschulen in Frankreich. Die Inspiration hierzu erfolgte nicht zuletzt durch die französische Ärztin Anna Hamilton. Im Ersten Weltkrieg wurde Chaptal Generalsekretärin des Nationalkomitees zur Fürsorge tuberkulöser Soldaten (Comité national d’assistance aux militaires tuberculeux). 1916 und 1919 war sie an der Vorbereitung sanitärrelevanter Gesetze zur Bekämpfung der Tuberkulose beteiligt. 1922 regte sie eine nationale Ausbildungsordnung für die Krankenpflegeausbildung an. Mit Schaffung einer zweijährigen Ausbildung erhielt die Krankenpflege offiziellen Status in Frankreich. Chaptal wurde Vizepräsidentin des Rates zur Vervollkommnung der sozialdienstlichen Schulen in Frankreich (Conseil de perfectionnement des écoles de service social) und 1927 Mitglied des Tuberkuloseausschusses am französischen Hygieneministerium. 1923 rief sie die französische Krankenpflegeassoziation (Association des infirmières diplômées) ins Leben. Sie wurde Schriftleiterin des Publikationsorgans dieser Assoziation L’infirmière francaise.
Ihr Einsatz für die an Tuberkulose Erkrankten fand weltweite Anerkennung. 1929 wurde Chaptal Präsidentin des International Council of Nurses und folgte in dieser Position der US-Amerikanerin Nina Gage. Chaptals Amtszeit dauerte vier Jahre. In diesem Zeitraum ließ sie in europäischen und außereuropäischen Ländern eine Untersuchung zur Lage der Kinder durchführen. Sie beschäftigte sich u. a. mit der Frage der Kinderkriminalität, an der ihrer Meinung nach „das amerikanische Familienleben einen großen Teil der Verantwortung“ trug.
Im Jahr 1933 übergab Chaptal die Präsidentschaft an die Engländerin Alicia Lloyd Still.
Chaptal war eine weltanschaulich-liberale Katholikin. Ihr Bruder war der katholische Prälat Emmanuel Chaptal.
Im Jahr 1935 wurde Léonie Chaptal für ihr Engagement in der Tuberkulosebekämpfung mit der Florence-Nightingale-Medaille ausgezeichnet. Sie fand ihre letzte Ruhestätte auf dem Cimetière du Père-Lachaise in Paris.

## Veröffentlichungen
- 1904: Comment aller aux pauvres?
- 1922: Livre de l’infirmière
- 1926: La morale professionelle de l’infirmière[5]